# Aztekkalendern

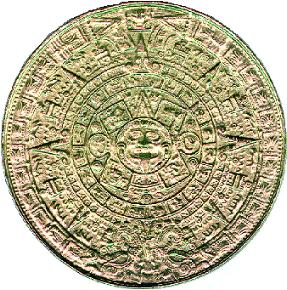
Solstenen (aztekisk kalender) hittades år 1790 mitt i Mexico City. Diameter 3½ m, vikt 12 ton.

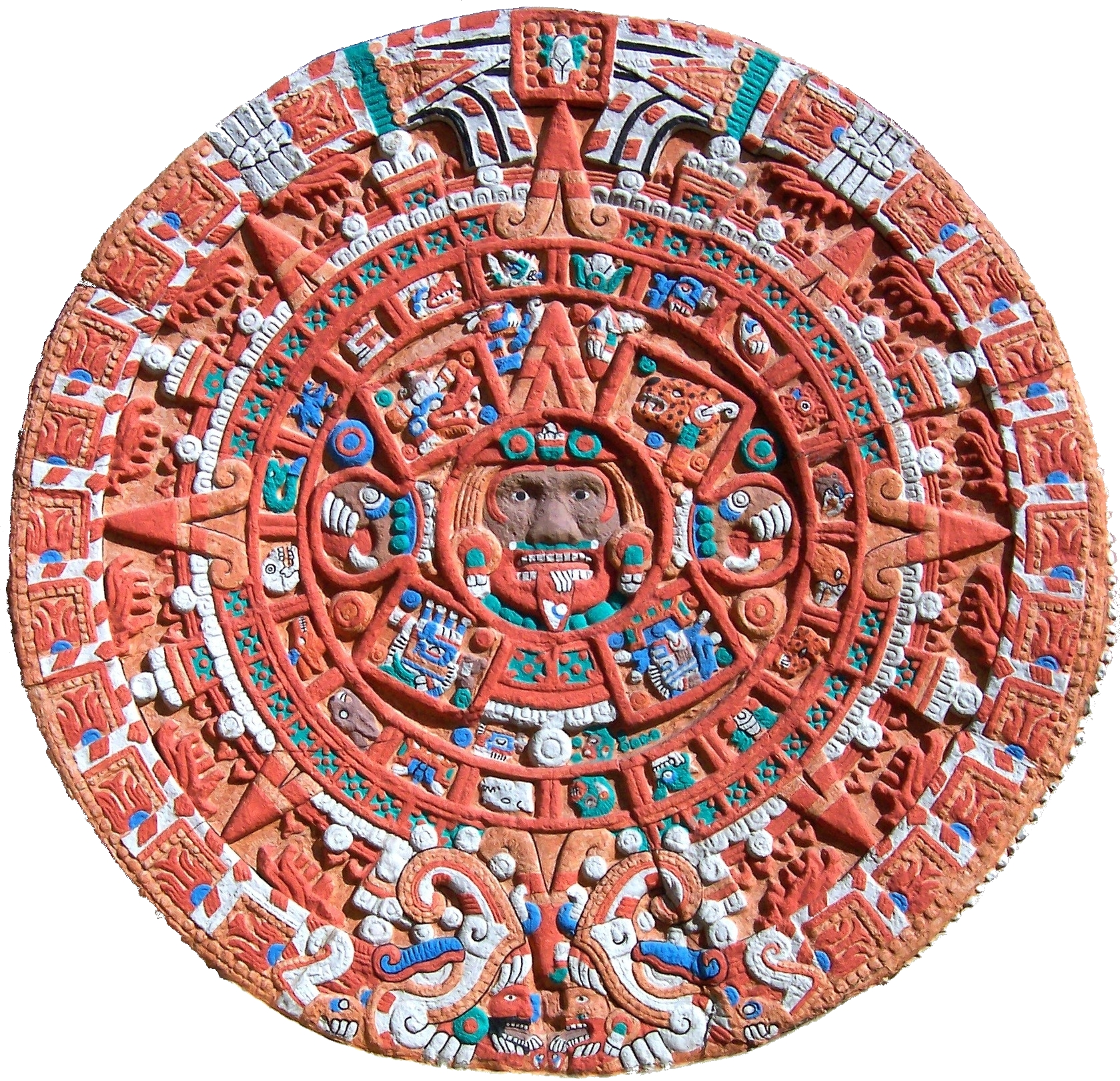
Färglagd reproduktion.

Aztekkalendern användes av aztekerna och var av samma slag som många andra folk i Mesoamerika höll sig till: 
En rituell kalender om 260 dygn, tonalpohualli, som bestod av 20-dygn av namngivna glyftecken som efter ett rullande schema sattes ihop med ett nummer från 1 till 13 i så kallade trecenas. Till vardags använde de en 365 dygns solårskalender, xihuitl,  om 18 st 20-dygnsperioder plus 5 st extradagar. Dessa två kunde sedan kombineras till en stor kalenderrunda om 52 år - precis som i mayakalendern utan skottår.